# Clarence - La vita è sempre meravigliosa
Clarence - La vita è sempre meravigliosa (Clarence) è un film per la televisione del 1990 diretto da Eric Till.
Si tratta di uno spin-off del film classico La vita è meravigliosa (It's a Wonderful Life), incentrato sull'angelo custode Clarence Oddbody, qui interpretato da Robert Carradine, unico personaggio dell'opera originale a comparire nel film.